# Petersson-Skalarprodukt
In der Mathematik versteht man unter dem Petersson-Skalarprodukt ein bestimmtes
Skalarprodukt auf dem Vektorraum der ganzen Modulformen. Eingeführt wurde dieses
Skalarprodukt von Hans Petersson.

## Definition
Es sei {\displaystyle \mathbb {M} _{k}} der Vektorraum der ganzen Modulformen zum Gewicht {\displaystyle k} und
{\displaystyle \mathbb {S} _{k}} der Vektorraum der Spitzenformen.
Die Abbildung {\displaystyle \langle \cdot ,\cdot \rangle :\mathbb {S} _{k}\times \mathbb {S} _{k}\rightarrow \mathbb {C} },
{\displaystyle \langle f,g\rangle :=\int _{\mathrm {F} }f(\tau ){\overline {g(\tau )}}(\operatorname {Im} \tau )^{k}{\rm {d}}\nu (\tau )}
heißt Petersson-Skalarprodukt. Dabei ist
{\displaystyle \mathrm {F} =\{\tau \in \mathrm {H} \mid \left|\operatorname {Re} \tau \right|\leq {\frac {1}{2}},\left|\tau \right|\geq 1\}}
der Fundamentalbereich der Modulgruppe {\displaystyle \Gamma }, und für {\displaystyle \tau =x+iy}
ist
{\displaystyle {\rm {d}}\nu (\tau )=y^{-2}{\rm {d}}x{\rm {d}}y}
das hyperbolische Volumenelement. Man beachte, dass man formal auch für eine der beiden Komponente des Skalarprodukts eine ganze Modulformen aus {\displaystyle \mathbb {M} _{k}} in die obige Formel einsetzen darf, weil das Integral auch dann noch konvergiert. Jedoch müssen in der Definition eines Skalarprodukts beide Komponenten aus demselben Vektorraum stammen, weshalb man das Petersson-Skalarprodukt üblicherweise in der obigen Form definiert.

## Eigenschaften
Das Integral ist absolut konvergent, und das Petersson-Skalarprodukt ist eine positiv definite Hermitesche Form.
Für die Hecke-Operatoren {\displaystyle T_{n}} gilt
{\displaystyle \langle T_{n}f,g\rangle =\langle f,T_{n}g\rangle }.
Damit lässt sich zeigen, dass der Vektorraum der Spitzenformen eine Orthonormalbasis aus
simultanen Eigenformen zu den Hecke-Operatoren besitzt und dass die Fourier-Koeffizienten dieser
Formen alle reell sind.